# Al-Hadi ben Isa
Sīdī Muḥammad al-Hādī ben ʿĪsā, in arabo سيدي محمد الهادي بن عيسى‎? (conosciuto come al-Sheikh al-Kamil in arabo الشيخ الكامل‎?, ossia il maestro perfetto; 1467 – 1526), è stato un mistico sufi marocchino, fondatore della confraternita sufi, estatica e terapeutico-musicale degli Issawa. Considerato un santo dalla cultura popolare, il suo mausoleo a Meknès è oggetto di pellegrinaggi. È considerato il santo patrono di Meknes.

## Biografia
Al-Hādī ben ʿĪsā rimane ad oggi un personaggio misterioso. Molto probabilmente era originario della tribù Semlāla, un ramo della tribù degli B. Jazūla del sud del Marocco. Potrebbe essere stato un discendente di Idrīs II.
La sua vita è circondata da una moltitudine di racconti agiografici, dove viene descritto come un protettore dei deboli, un terapeuta, un mago che compì miracoli, uno studioso e un severo asceta. Sul piano della mistica, Ben ʿĪsā fu iniziato da tre maestri della ṭarīqa Shadhiliyya/Jazuliyya: ʿAbbās al-Aḥmad al-Ḥāritī (Meknès), ʿAbd al-ʿAzīz al-Tibāʿa (Marrakesh) e Muḥammad al-Saghīr al-Saḥlī (Fès).
Alcuni dei suoi primi discepoli sono descritti nei racconti agiografici come anch'essi dei santi che fecero dei miracoli. In particolar modo Abū al-Rawayil, il discepolo prediletto del maestro, gode di un'aura speciale, e viene considerato dalla ṭarīqa ʿĪsawiyya il successore spirituale e Maestro della confraternita.

## Pellegrinaggio annuale
Il grande pellegrinaggio annuale (moussem) in onore del santo a Meknès avviene in concomitanza con il periodo del Mawlid, il giorno di nascita del profeta Maometto.

Durante questo periodo Meknes diventa meta di grandi pellegrinaggi. Le processioni e le pratiche estatiche e terapeutico-musicali dei fedeli e dei membri della confraternita attirano migliaia di visitatori e turisti.